# Vassiliki Arvaniti
Vassiliki Arvaniti (in greco Βασιλική Αρβανίτη?; Atene, 17 marzo 1985) è una giocatrice di beach volley greca.

## Palmarès

### Europei
- 2 medaglie:
  - 2 ori (Mosca 2005; Valencia 2007)